# Thomas Neger
Thomas Neger (* 8. April 1971 in Mainz) ist ein deutscher Karnevalist und Sänger der Mainzer Fastnacht sowie Politiker (CDU). Als Fastnachtssänger setzt er die Tradition seines Großvaters Ernst Neger fort.

## Leben

### Fastnacht
Neger singt vor allem die Evergreens seines Großvaters, aber auch andere zum Teil eigene Lieder. Dabei tritt er meist mit seiner Band Die Humbas auf. Neger wurde 2010 vor allem mit dem Fastnachtslied Im Schatten des Doms bekannt, das 2012 bei einem Internetvoting des SWR auf Platz 1 unter den Mainzer Fastnachthits gewählt wurde.

### Familie und Kommunalpolitik
Thomas Neger ist verheiratet und hat drei Kinder. Von 2009 bis 2021 saß er für die CDU im Mainzer Stadtrat. Neger erreichte bei der Kommunalwahl 2009 den elfthöchsten Stimmenanteil der CDU-Kandidaten für den Stadtrat Mainz, obwohl er nur auf Listenplatz 39 geführt worden war. 2014 wurde er erneut für die CDU in den Mainzer Stadtrat gewählt. 2019 erhielt er mit 30940 Stimmen die dritthöchste Stimmenzahl der Mainzer CDU-Stadtratskandidaten. Er schied 2021 aus persönlichen Gründen aus dem Stadtrat aus, um mehr Zeit für seinen Betrieb und seine Familie zu haben.

## Diskografie
- Thomas Neger & Die Humbas: 100% Mainz, Ganser & Hanke Media (Membran)[11]
- Thomas Neger und die HUMBAs: Wenn Margit singt, Amüsement Musik- und Medienmanagement

Kompilationsbeiträge:
- 2008: Thomas Neger mit Julia & Sandra Mathes: Im Schatten des Doms auf 1. FSV Mainz 05 „Unsere Besten Songs“ 2008 (Wohnton Musik)[12]
- 2008: Thomas Neger, Ernst Neger, Margit Sponheimer, Mainzer Hofsänger, Die Maledos: SWR 4 - Schlager-Fastnacht Ernst Neger zum 100. Geburtstag, Ganser & Hanke Media (Membran)
- 2009: Thomas Neger mit Julia & Sandra Mathes: Im Schatten des Doms auf Unsere größten Fastnachtshits – Die 36 ultimativen Superhits (SWR4; Ganser & Hanke Musikmarketing)[13]
- 2009: Ernst & Thomas Neger: Heile, Heile Gänsje auf Unsere größten Fastnachtshits – Die 36 ultimativen Superhits (SWR4; Ganser & Hanke Musikmarketing)[13]